# CorelDRAW
CorelDRAW je računalni program za uređivanje vektorske grafike kojega proizvodi Corel Corporation iz Ottawe, Kanada. To je također i naziv cijeloga paketa programa za rad s grafikom.

## Povijest
Prva verzija programa je izdana 1989. Verzije 1.X i 2.X su radile pod Windows verzijama 2.X i 3.0. Od treće verzije, CorelDRAW je prilagođen Windowsima 3.1. Primjena TrueType tehnologije u Windowsima 3.1 pretvara ga u ozbiljan program za crtanje koji koristi sistemske fontove bez korištenja posebnih programa za tu namjenu (npr. Adobe Type Manager).
Usporedo s verzijom za Windowse, CorelDRAW je razvijan i za druge operativne sustave, ali zbog nedovoljne prodaje, druge verzije su se prestale proizvoditi.  Zadnja verzija za Windowse 3.1x, CTOS i OS/2 je bila verzija 5, a za OS X to je bila verzija 11.

## Značajke po verzijama
- Verzija 2 (1991.) - Envelope alat za izobličavanje teksta ili objekata, blend alat za pretapanje oblika, extrusion alat za simulaciju perspektive i volumena objekata, te perspective alat za dvodimenzionalnu simulaciju perspektive.
- Verzija 3 (1992.) - Sadrži Corel PHOTO-PAINT (za uređivanje rasterskih sklika), CorelSHOW (za uređivanje prezentacija), CorelCHART (za uređivanje grafičkih dijagrama), Mosaic i CorelTRACE (za pretvaranje rasterskih sklika u vektorske objekte).
- Verzija 4 (1993.) - Sadržavala je Corel PHOTO-PAINT, CorelSHOW, CorelCHART, CorelMOVE (za animaciju), Mosaic i CorelTRACE. Dodana je podrška za višestranične dokumente, grafičke tablete, te clone alat.
- Verzija 5 (1994.) - U ovoj verziji je bio uključen program Corel Ventura, program za stolno izdavaštvo koji se poslije prodavao kao zaseban proizvod.
- Verzija 6 (1995.) - Prva verzija za 32-bitne Windowse. Sadržavala je Corel Memo, Corel Presents, Corel Motion 3D, Corel Depth, Corel Multimedia Manager, Corel Font Master i Corel DREAM (za trodimenzionalno modeliranje). Nove značajke: prilagodljivo sučelje, alati za crtanje poligona, spirala, sječenje objekata i brisanje njihovih dijelova.
- Verzija 7 (1997.) - Verzija je sadržavala Corel Scan i Corel Barista (za web izdavaštvo). Nove značajke su: property bar, promjeniva traka s alatima, čiji sadržaj zavisi od trenutno izabranog objekta, pretpregled dokumenta prije tiska (print preview), s mogućnostima povećavanja i pomjeranja (zoom i pan), privremeno spremište za objekte radi izdvojenog pregleda (Scrapbook), mogućnost prijevoda dokumenta u HTML format, prikaz dokumenta u obliku skice ili detaljnog prikaza (draft i enhanced view), alati za interaktivno popunjavanje površina i prozirnost (interactive fill i transparency), crtanje slobodnom rukom, pretraga i zamjena u dokumentu (find & replace), prevođenje vektorske grafike u rastersku, provjera pravopisa i gramatike i ponuda sinonima za upisane riječi.
- Verzija 8 (1998.) - Proizvoljno raspoređivanja paleta (dockers), interaktivno izobličavanje objekata, trodimenzionalni efekti, realistični efekt sjene (drop shadow), interaktivno miješanje boja, uređivanje ugrađenih paleta boja, vodilice (guidelines) u obliku objekata, proizvoljna veličina stranice dokumenta, podrška za duotone. U ovom paketu je uključen i Corel Versions.
- Verzija 9 (1999.) - Alat za popunjavanje površina složenim mješavinama boja (mesh fill), Artistic Media alat, prevođenje dokumenta u PDF format, ugrađeni ICC profili, višestruke palete boja u dokumentu i podrška za Microsoft Visual Basic for Applications 6. Paket je sadržao Canto Cumulus LE, program za rukovanje i organizaciju multimedije.
- Verzija 10 (2000.) - Corel R.A.V.E. (program za vektorsku animaciju), alati za kreiranje interaktivnih elemenata za web prezentacije, podrška za višejezične dokumenate, prozor za navigaciju dokumentom, podrška SVG formatu.
- Verzija 11 (2002.) - Biblioteka simbola, sječenje slika (za web-dizajn), vektorski "kistovi" (pressure-sensitive vector brushes), alati za crtanje objekata u 3 točke.
- Verzija 12 (2003.) - Dinamičke vodilice, alati za "pametno" crtanje (Smart Drawing), prevođenje dokumenta u Microsoft Office format, Virtual Segment Delete alati, podrška za Unicode.
- Verzija X3 (2006.) - Alat za sječenje dvostrukim klikom, Smart fill alat za popunjavanje, te Chamfer/Fillet/Scallop/Emboss alat. PowerTRACE (za vektorizaciju rasterskih sklika) postaje sastavni dio programa.
- Verzija X4 (2008.) - Poveznica "Whatthefont" (za prepoznavanje fontova) sastavni dio programa, kao i ConceptShare, te alat za uređivanje tablica, mogućnost posebnih slojeva (layera) za svaku stranicu posebno, oblikovanje teksta u radu (live text formatting), podrška za RAW datoteke.
- Verzija X5 (2010.) - Ugrađen CorelCONNECT, novi sustav upravljanja bojama, poboljšana podrška višejezgrenim procesorima.

## Vanjske poveznice
- Službene stranice tvrtke Corel corporation